# 바주
바주(Ba Province)는 피지를 구성하는 14개 주 가운데 하나로 주도는 바이며 면적은 2,634km2, 인구는 231,760명(2007년 기준)이다. 행정 구역상으로는 서부구에 속한다. 피지에서 가장 큰 섬인 비치레부섬에 위치한 8개 주 가운데 하나로 비치레부섬 북서부에 위치한다. 피지에서 인구가 가장 많은 주이며 피지에서 두 번째로 면적이 큰 주이다. 또한 피지에서 두 번째로 인구가 많은 라우토카가 속해 있다.